# Przystanie wioślarskie w Bydgoszczy

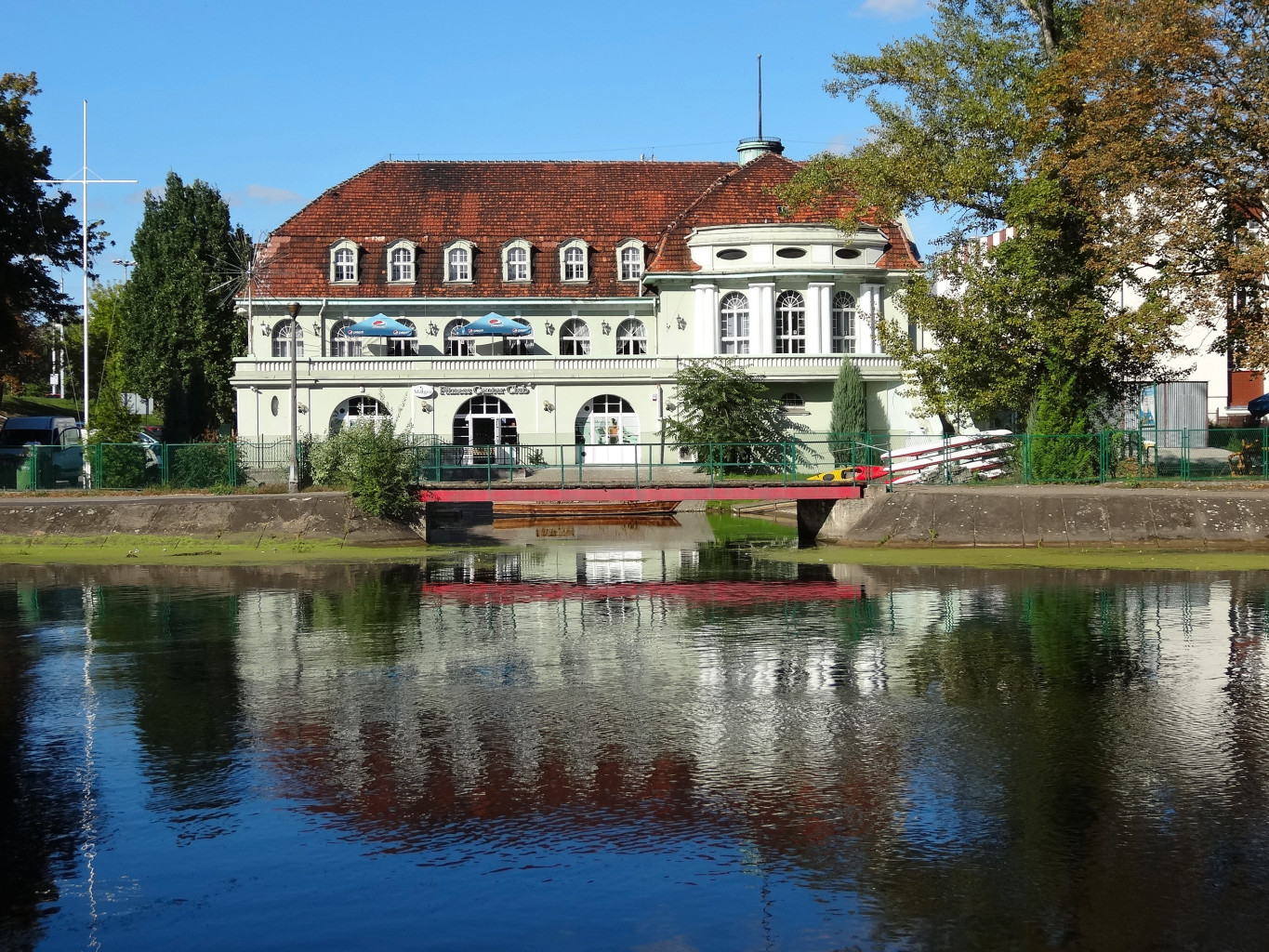
Dawny budynek BTW, obecnie ośrodek hotelowo-gastronomiczny

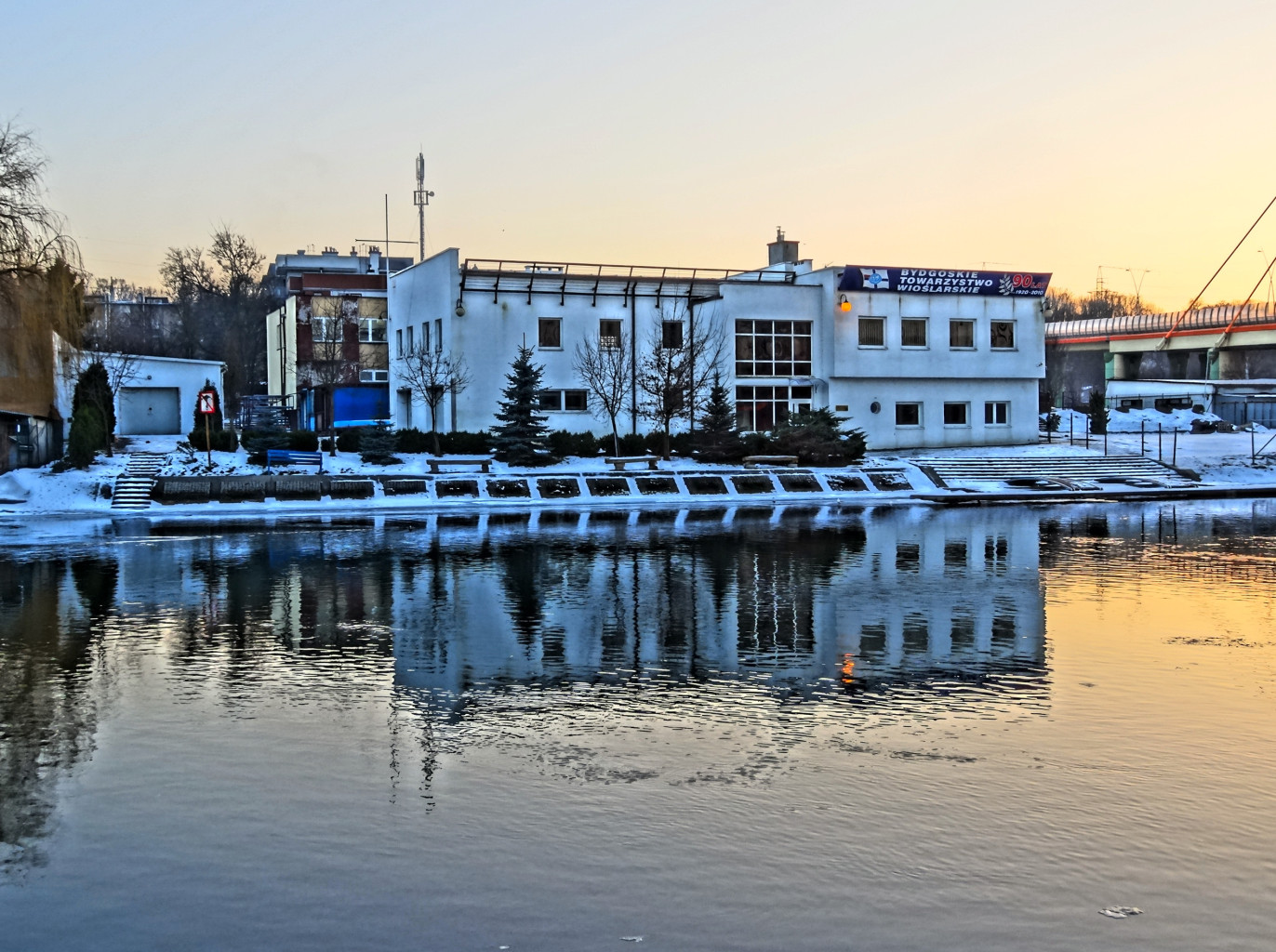
Siedziba Bydgoskiego Towarzystwa Wioślarskiego

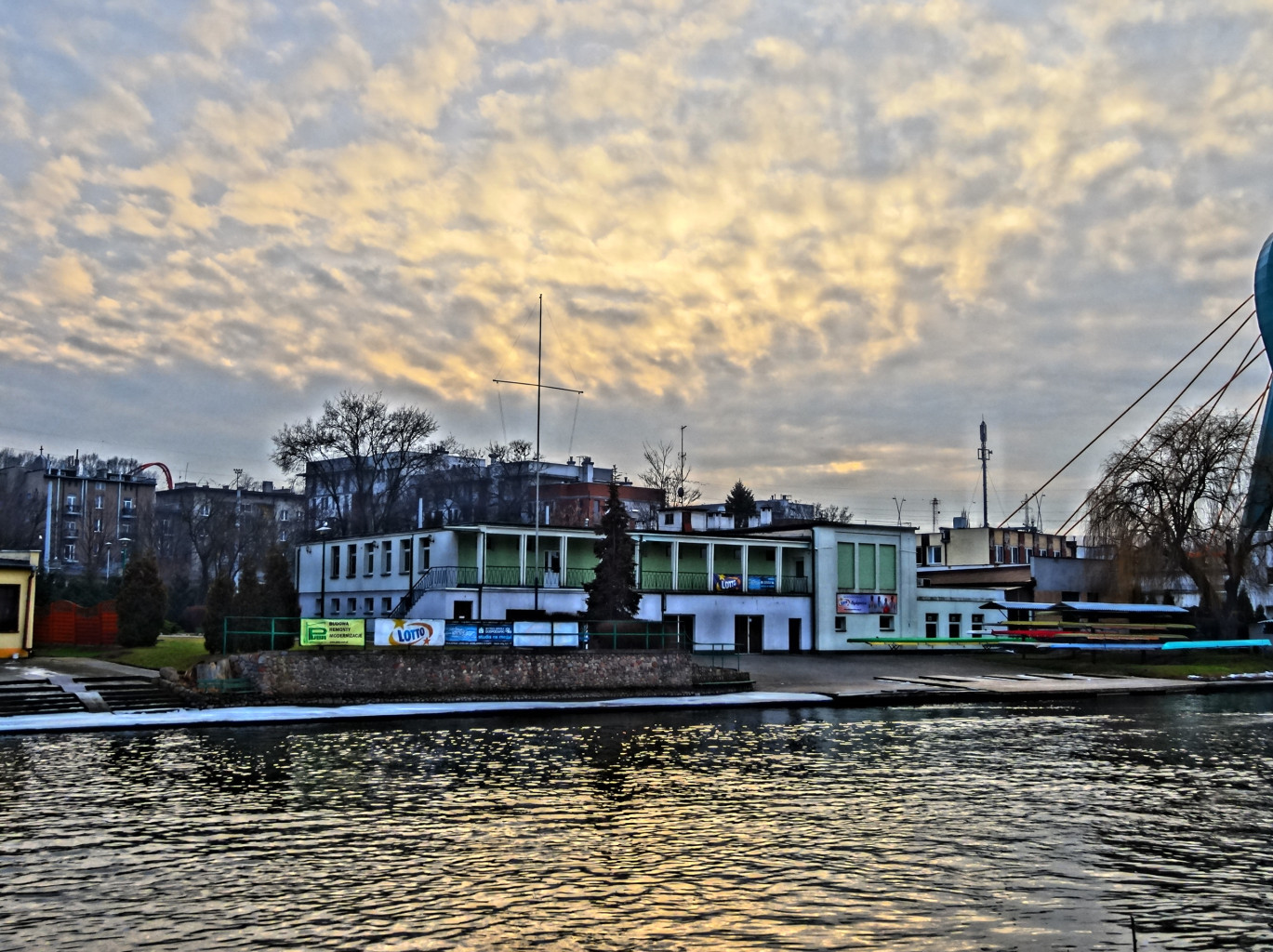
Przystań Lotto Bydgostia WSG Bank Pocztowy

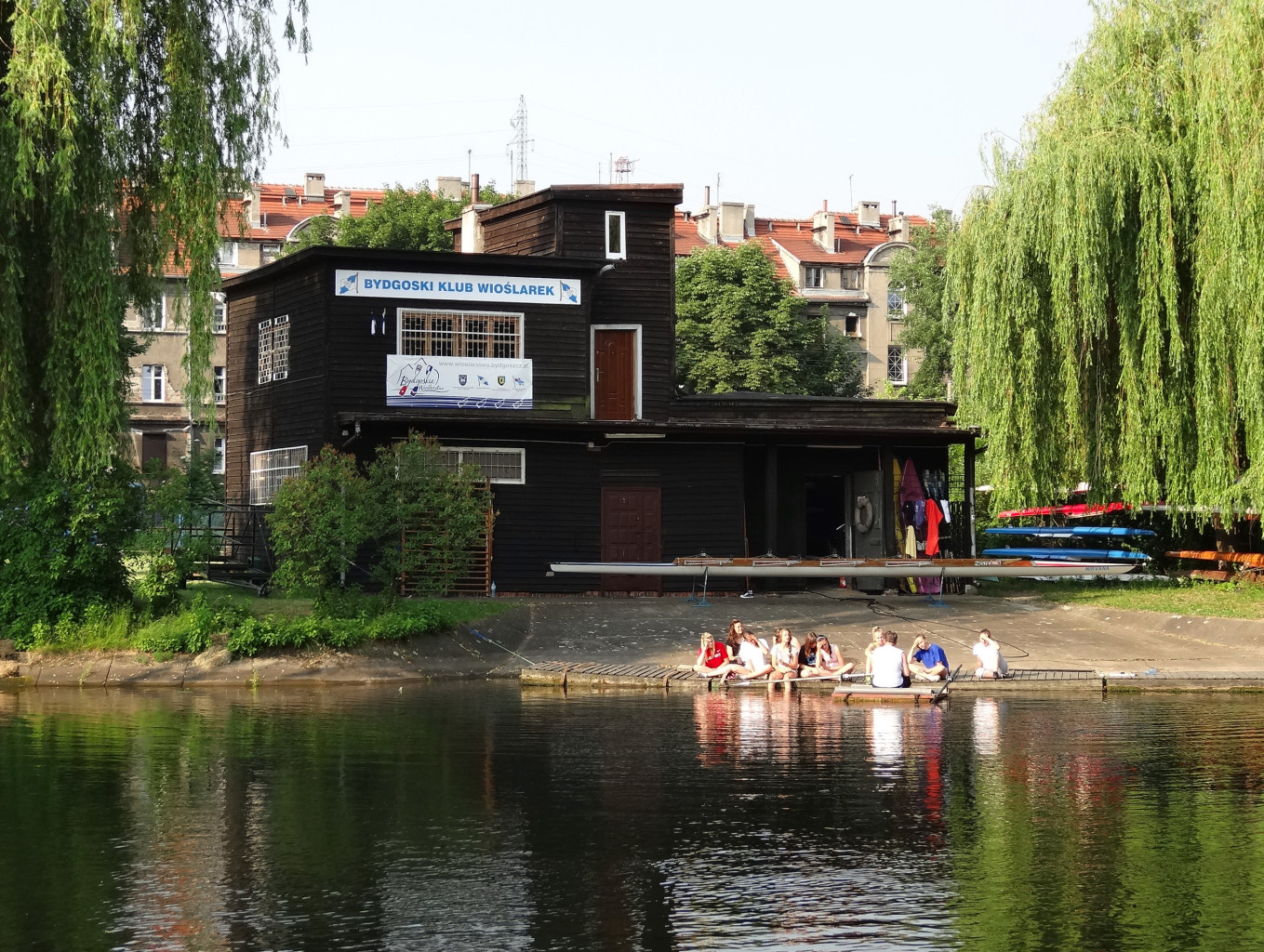
Bydgoski Klub Wioślarek

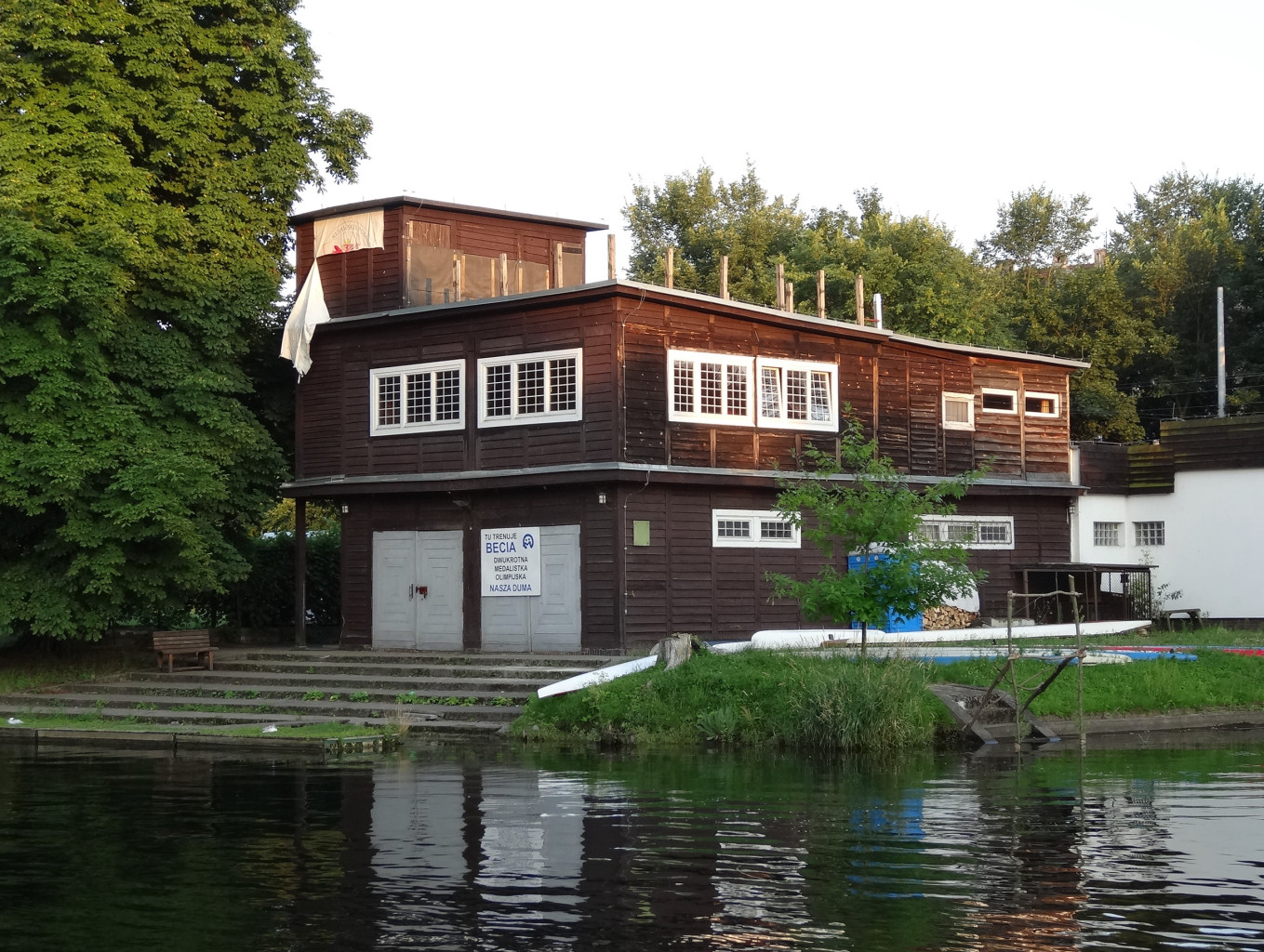
Przystań sekcji wodnej Kujawsko-Pomorskiej Szkoły Wyższej

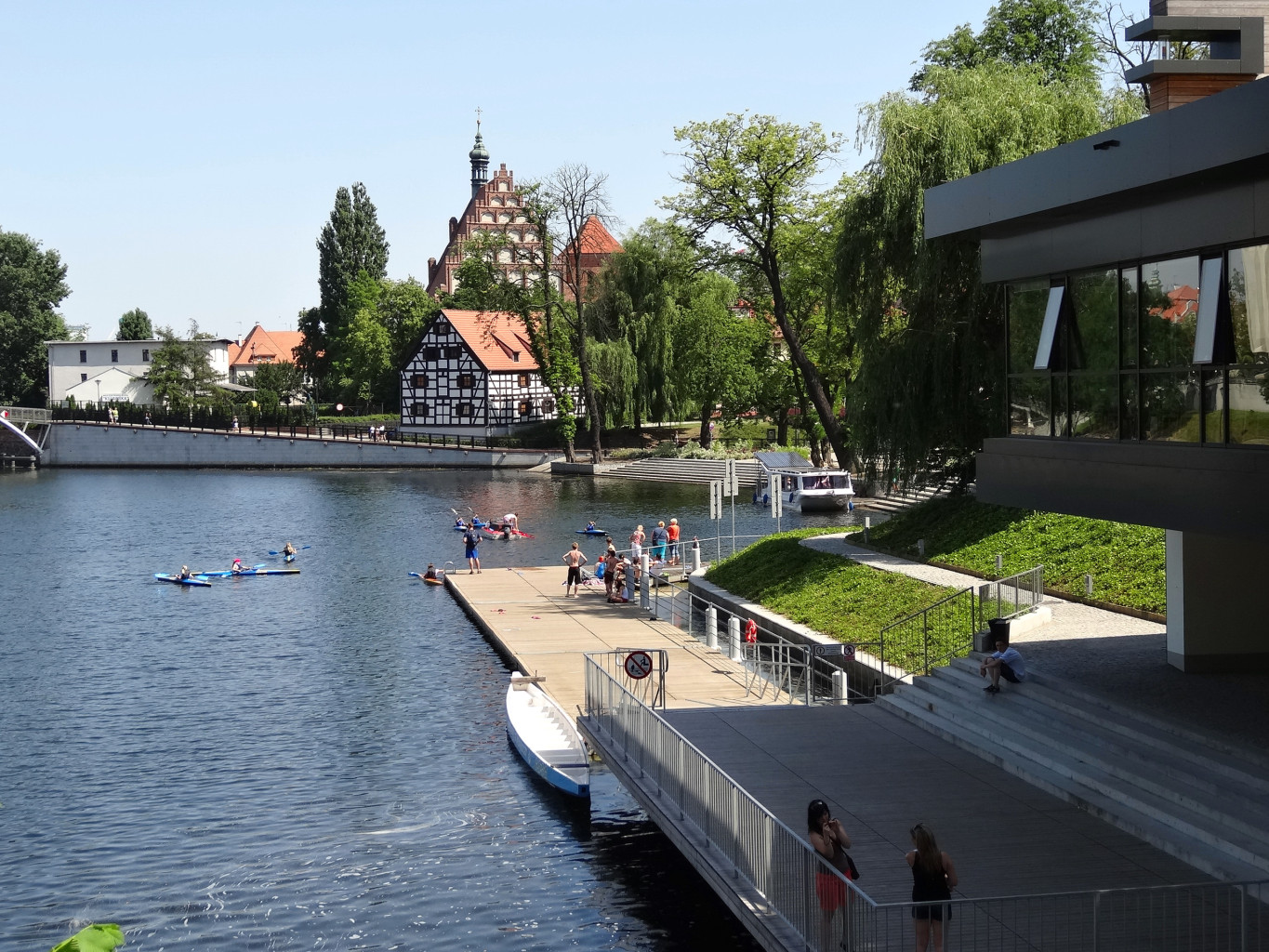
Przystań Zawiszy

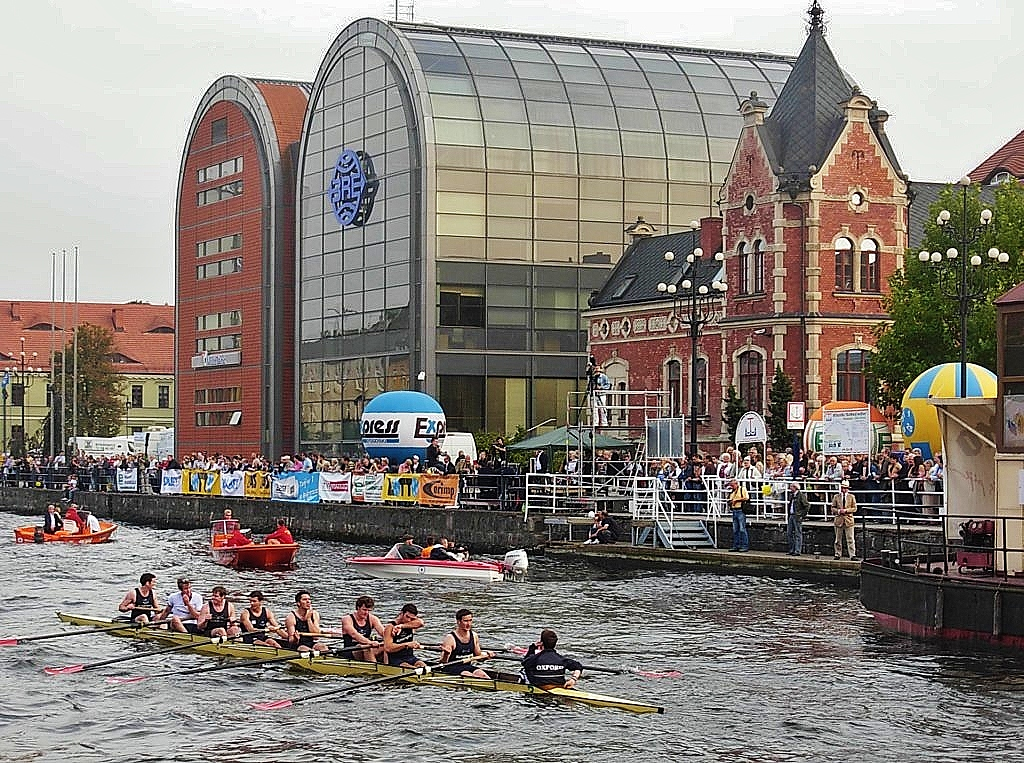
Wielka Wioślarska o Puchar Brdy

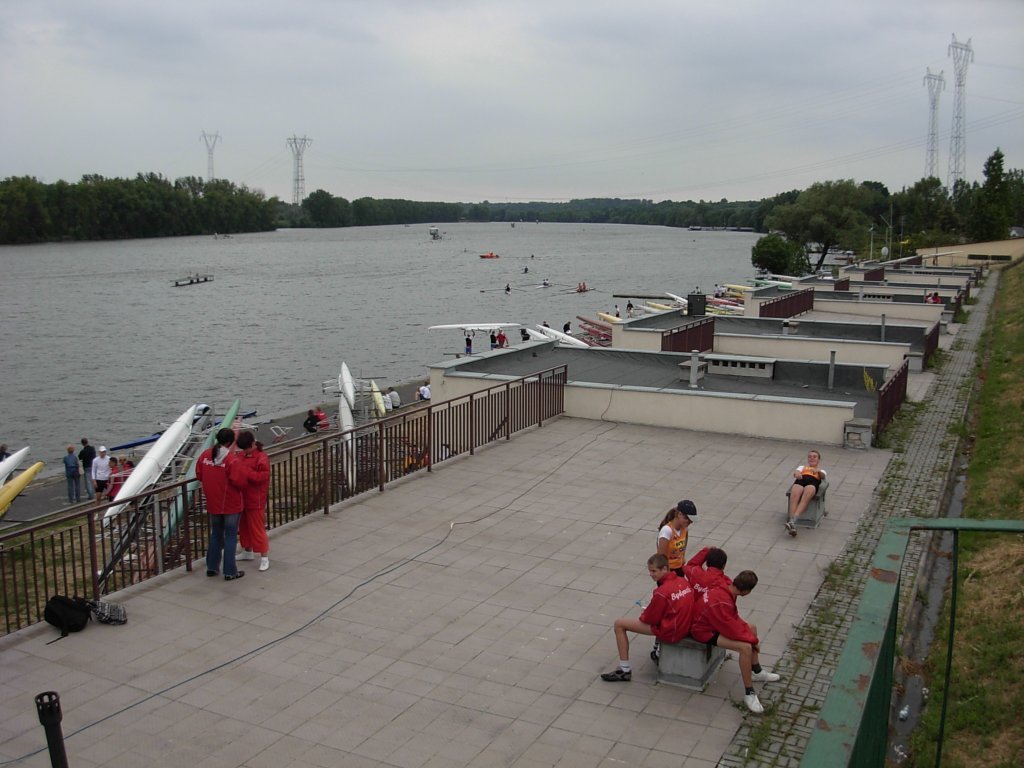
Zawody na torze regatowym

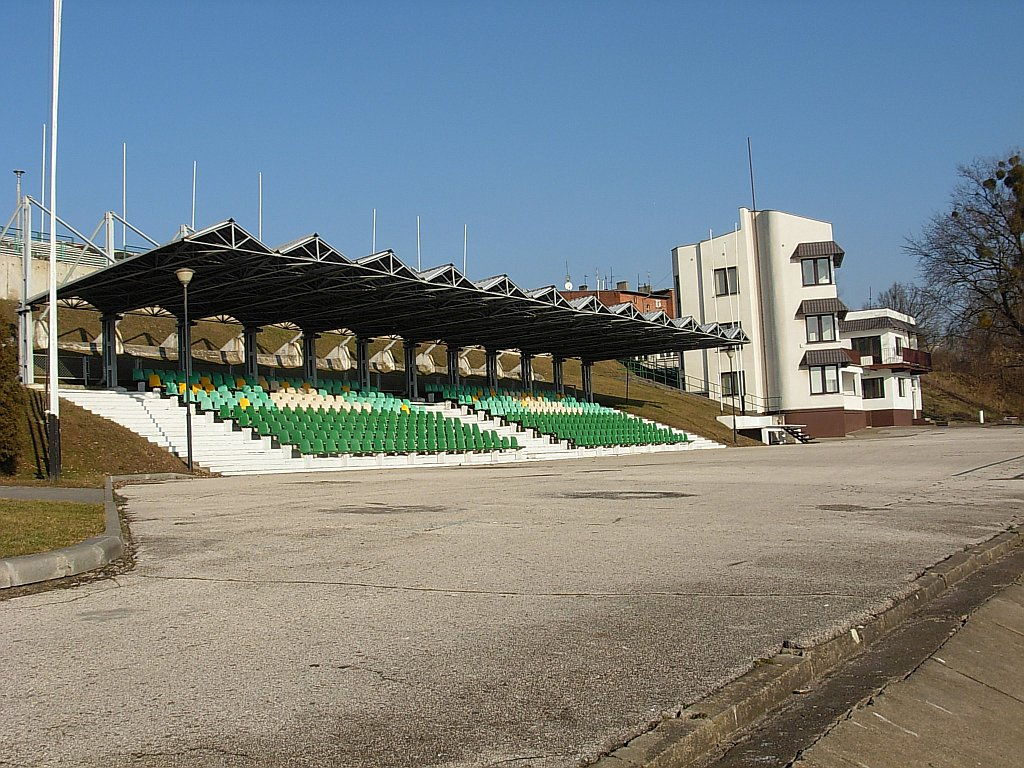
Trybuny kryte i wieża sędziowska na torze regatowym

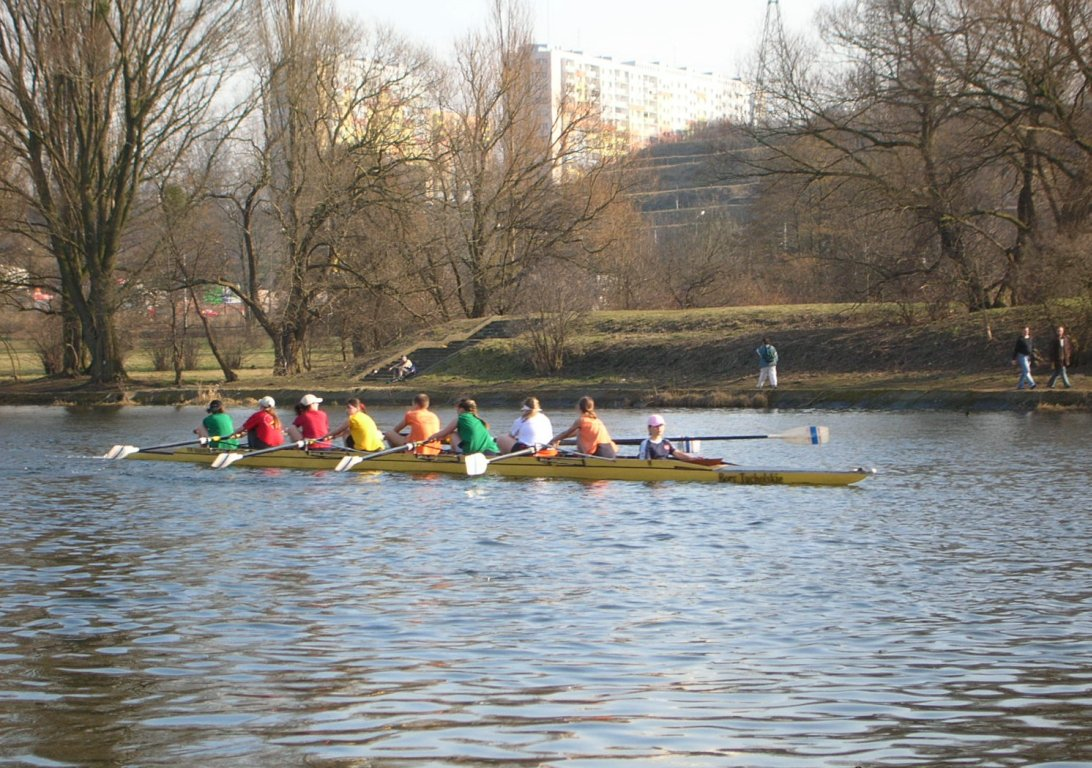
Wioślarze trenujący na Brdzie

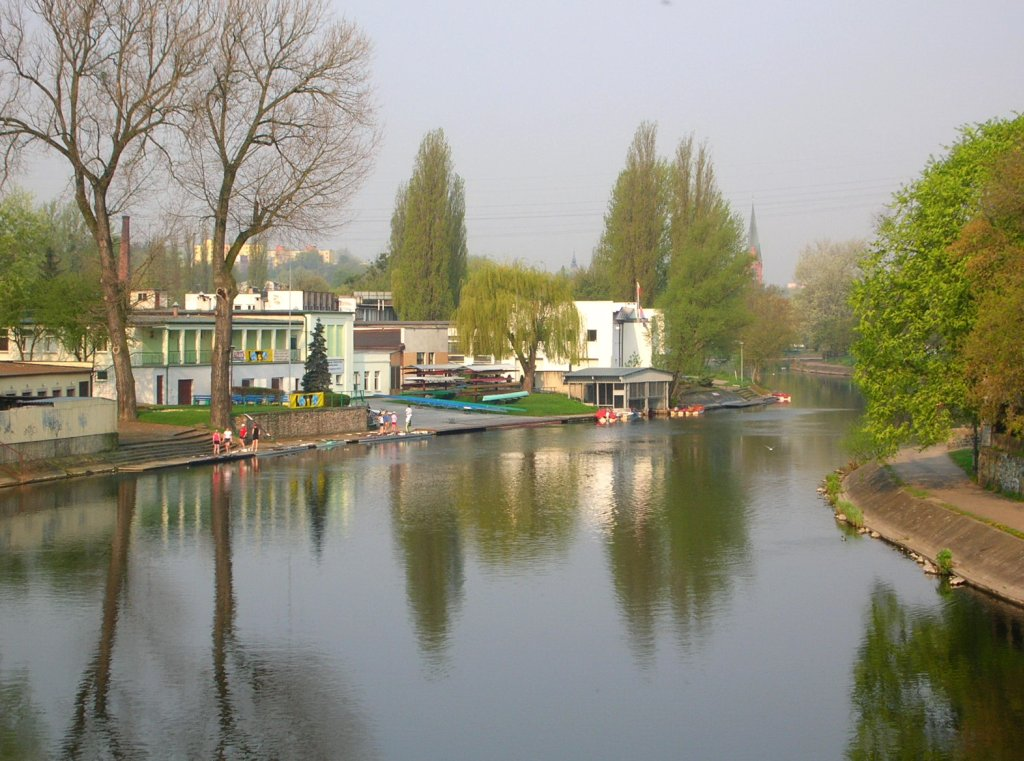
Przystań „Bydgostii” i BTW

Przystanie wioślarskie w Bydgoszczy – obiekty sportowe położone w Bydgoszczy związane z uprawianiem wioślarstwa.

## Kluby wioślarskie w Bydgoszczy
Bydgoszcz posiada bogate tradycje w uprawianiu wioślarstwa. Bydgoszcz nazywano przed II wojną światową, a także i obecnie „polskim Henley” lub „stolicą polskiego wioślarstwa”, gdyż istniały tu najlepsze kluby wioślarskie w Polsce i wychowali się pierwsi mistrzowie i polscy medaliści olimpijscy w tej dyscyplinie. Popularność tych dyscyplin wynikała z dogodnych warunków naturalnych, tzn. położenia miasta w Bydgoskim Węźle Wodnym, którego łączna długość cieków (m.in. Brdy, Wisły i Kanału Bydgoskiego) na terytorium miasta przekracza 50 km. Na dodatek w rejonie ujścia Brdy do Wisły od 1879 r. istnieje Port Drzewny, przekształcony w 1912 r. w najstarszy w Polsce tor regatowy.
W okresie międzywojennym działało w Bydgoszczy 12 klubów wioślarskich, w tym 2 niemieckie. Najstarszymi bydgoskimi organizacjami wioślarskimi były:
- Gimnazjalny Klub Wioślarski „Borussia”/„Brda” (1894),
- Klub Wioślarski (Ruder-Club) „Frithjof” (1894),
- Gimnazjalny Klub Wioślarski „Germania”/„Wisła” (1896),
- Bydgoskie Towarzystwo Wioślarskie (1920),
- Klub Wioślarski „Gryf” (1925),
- Bydgoski Klub Wioślarek (1926),
- Gimnazjalny Klub Wioślarski „Kopernik” (1927),
- Kolejowy Klub Wioślarski (1928),
- Sekcja Wioślarska Pocztowego Przysposobienia Wojskowego (1931),
- Policyjny Klub Wioślarski (1933),
- Wojskowy Klub Wioślarski (1933),
- Stowarzyszenie Wioślarek Niemieckich (1933).

Wśród klubów znajdowały się zarówno szkolne, jak również branżowe np. kolejarzy, pocztowców. Najwięcej sukcesów (liczne mistrzostwa Polski z rzędu) w okresie międzywojennym notowały kluby: BTW i Kolejowy KW, a po wojnie klub „Zawisza”.
Wiosną wszystkie kluby wioślarskie odprawiały tzw. „wianki” na Brdzie. Flotylla udekorowanych kwiatami łodzi płynęła wówczas do Śródmieścia oklaskiwana przez tłum widzów.
Rozwój wioślarstwa bydgoskiego był następujący: w 1922 roku były 4 kluby i 420 członków, tabor liczył 38 łodzi. Natomiast w roku 1937 było 12 klubów i 1 116 wioślarzy, a tabor powiększył się do 112 łodzi. Znaczne też były osiągnięcia organizacyjne: w 1926 r. zorganizowano jedyne w kraju Zrzeszenie Gimnazjalnych Towarzystw Wioślarskich z zasięgiem na Pomorze i Wielkopolskę, a w 1928 r. powołano Komitet Towarzystw Wioślarskich, który organizował m.in. wspólne uroczystości otwarcia sezonu przez kluby bydgoskie.
W latach 70. XX w. działały w Bydgoszczy następujące kluby wioślarskie:
- Wojskowy Klub Sportowy „Zawisza”,
- Bydgoskie Towarzystwo Wioślarskie,
- Kolejowy Klub Wioślarski,
- Bydgoski Klub Wioślarek,
- Klub Sportowy „Gryf”.

W latach 1966–1970 sukcesy w kraju odnosił Kolejowy Klub Wioślarski. Ponowne sukcesy odnosi ten klub pod nazwą Regionalne Towarzystwo Wioślarskie Bydgostia Bydgoszcz od 1993 r. Od tego czasu, aż do 2012 r. klub jest nieprzerwanie drużynowym mistrzem Polski (dwadzieścia razy z rzędu).
Kluby bydgoskie poczynając od 1921 r., aż do czasów dzisiejszych zdobyły dużą część wszystkich medali w mistrzostwach krajowych, wychowały też 12 medalistów olimpijskich (w tym 2 złote medale, 2 srebrne i 6 brązowych).
W 2009 r. na terenie Bydgoszczy funkcjonowały następujące kluby wioślarskie:
- Bydgoski Klub Wioślarek – ul. Babia Wieś 3,
- Bydgoskie Towarzystwo Wioślarskie – ul. Żupy 2,
- Regionalne Towarzystwo Wioślarskie LOTTO-Bydgostia-WSG-Bank Pocztowy – ul. Żupy 4,
- Wojskowy Klub Sportowy „Zawisza” – ul. Gdańska 163, przystań ul. Mennica 12,
- UKS „Bekawianka” przy SP 63 – ul. Goszczyńskiego 3,
- UKS „Iskra” przy SP 66 – ul. Berlinga 3,
- UKS „Osiemnastka-Flis” przy SP 18 – ul. Pijarów 4,
- UKS „Wiking” przy SP 56 – ul. Chorwacka 2.

Obecnie wioślarstwo uprawia się w Bydgoszczy głównie na rzece Brdzie oraz torze regatowym.
Dość duża długość rzeki Brdy w obrębie Bydgoszczy – 27 km, z tego odcinek skanalizowany 13 km, a od Śluzy Miejskiej do Brdyujścia ok. 10 km – umożliwia treningi wioślarzy na różnych dystansach: 4, 6, 8 km, a najdłuższe do toru regatowego w Brdyujściu.
Na torze regatowym (długości 2 km) rozgrywa się natomiast zawody krajowe i międzynarodowe.

## Przystanie
Na brzegach Brdy, głównie na odcinku śródmiejskim znajdują się obiekty sportowe wznoszone przez wioślarzy od końca XIX wieku. Są to zabytkowe i nowoczesne: budynki treningowe, szałasy, hangary i przystanie.
W końcu 1929 roku było w Bydgoszczy 7 przystani:
- Bydgoskiego Klubu Wioślarskiego,
- Klubu Wioślarskiego „Gryf”,
- Gimnazjalnego Klubu Wioślarskiego „Brda”,
- Gimnazjalnego Towarzystwa Wioślarskiego „Wisła”,
- Bydgoskiego Klubu Wioślarek,
- Kolejowego Klubu Wioślarskiego,
- niemieckiego klubu „Frithjof”.

Gimnazjalny Klub Wioślarski „Kopernik” i sekcja Seminarium Nauczycielskiego znalazły czasowo miejsce pod dachem przystani KW „Gryf”. Były one zlokalizowane w większości w dzielnicy Babia Wieś, na wschód od Starego Miasta na obszarze zwanym „dzielnicą wioślarzy”. W 1938 r. istniało 11 przystani, a planowano budowę kolejnych, do czego nie doszło z powodu wybuchu II wojny światowej.

### Przystanie istniejące
W 2009 r. istniały w Bydgoszczy następujące przystanie wioślarskie.
- Przystań „Bydgostia” – ul. Żupy 4. Obiekt powstał w 1928 r. dla Kolejowego Klubu Sportowego „Sparta”. Murowaną, piętrową przystań, jedną z największych w kraju, z krytym basenem treningowym i zapleczem szkutniczo-treningowym zbudowano w latach 1991–1992. Obok przystani wznieśli swój szałas kajakarze. Obecnie jest użytkowana przez Regionalne Towarzystwo Wioślarskie „Bydgostia”, które od 1993 r. odnosi szereg sukcesów w kraju, za granicą, na olimpiadach i jest uznawany w tym czasie za najlepszy klub wioślarski w Bydgoszczy;
- Przystań BTW – ul. Żupy 2. Obiekt zbudowano w okresie powojennym dla Bydgoskiego Klubu Sportowego. W 1999 r. obiekt został użyczony Bydgoskiemu Towarzystwu Wioślarskiemu, które musiało opuścić pałacyk przy moście Bernardyńskim. W 2005 r. budynek został wyremontowany, a w 2007 r. wzbogacony o pomost dla łodzi;
- Przystań Bydgoskiego Klubu Wioślarek – ul. Babia Wieś 3. Obiekt został zbudowany w 1937 r. dla powstałego 25 stycznia 1927 r. Bydgoskiego Klubu Wioślarek. Jest to drugi powstały w Polsce żeński klub wioślarski (po Warszawie). Odnosił on wiele sukcesów, m.in. w 1936 r. był pierwszym w tabeli klubów kobiecych w Polsce. Początkowo klub użytkował wydzierżawiony szałas. W 1936 r. teren pod budowę przydzielił Zarząd Miejski za symboliczną złotówkę. Architekt miejski opracował bezpłatnie dokumentację i nadzorował budowę. Zarząd Inspekcji Dróg Wodnych wybudował nieodpłatnie pomost, a tartak dostarczył po zniżonej cenie deski. Fundusze na budowę gromadzono za pośrednictwem zbiórek oraz dochodów z imprez rozrywkowych. Na 10-lecie klubu – 20 czerwca 1937 r. dokonano otwarcia nowej przystani. Obecni byli przedstawiciele władz miejskich i wojskowych z gen. Wiktorem Thommée oraz przedstawiciele klubów sportowych z całego kraju. Po II wojnie światowej siedziba klubu została rozbudowana i mieści się w istniejącym obiekcie do dziś. Ma ona konstrukcję drewnianą w zabytkowej formie zachowanej z lat 30. XX w.
- Przystań WKS „Zawisza” (sekcja wioślarska) – ul. Mennica 12. Budowę obiektu dla Wojskowego Klubu Sportowego rozpoczęto w czerwcu 1936 r. na Wyspie Młyńskiej przy ul. Tamka. Projektodawcą był ppor. rez. Misterek. Gen. Wiktor Thommée przekazał materiały i skierował do pracy żołnierzy. Oficerowie opodatkowali się, Zarząd Miejski doprowadził wodę i światło. Powstała najpiękniejsza w okresie międzywojennym przystań w Bydgoszczy[potrzebny przypis]: budynek z tarasem i balkonem oraz pomostami prowadzącymi nad Brdę i Młynówkę. W głównym budynku mieściły się hangary (WKS posiadał 6 łodzi, 7 żaglówek i 43 kajaki). Według wypowiedzi przedstawicieli klubu, nie ubiegano się o sukcesy indywidualne, lecz prowadzono działalność turystyczną i sportową o charakterze masowym[4]. Po II wojnie światowej przystań była użytkowana przez WKS „Zawisza” – klub, który odnosił sukcesy na arenie krajowej i międzynarodowej. W latach 2010–2012 realizowano nową przystań w ramach kompleksu turystycznej przystani jachtowej na Wyspie Młyńskiej. Budowa ta odbyła się w ramach Programu Rewitalizacji i Rozwoju Bydgoskiego Węzła Wodnego. Po zakończeniu prac budowlanych przystań zostanie częściowo udostępniona mieszkańcom miasta[6].
- Przystań na torze regatowym w Brdyujściu (ul. Witebska 23) w gestii hali sportowo-widowiskowej „Łuczniczka”, nie udostępniona do użytku publicznego[6].
- Przystań UKS „Kormoran” (ul. Toruńska 157), nie udostępniona do użytku publicznego[6].

### Przystanie istniejące o zmienionej funkcji
Najpiękniejszym i najstarszym obiektem wzniesionym przez wioślarzy w Bydgoszczy jest tzw. „pałacyk nad Brdą” wzniesiony w sąsiedztwie mostu Bernardyńskiego.
Budynek wzniesiono w 1914 r. dla niemieckiego Klubu Wioślarskiego „Frithjof”, założonego 16 maja 1894 r. Na początku XX wieku był on obiektem bardzo nowoczesnym. Oprócz hangaru dla łodzi mieścił basen treningowy, restaurację oraz część hotelową dla uczestników regat. Od 1923 r. do 1945 r. obiekt służył połączonym z RC „Frithjof” niemieckim towarzystwom wioślarskim.
Po II wojnie światowej przejęło go Bydgoskie Towarzystwo Wioślarskie.
W 1996 r. obiekt został sprzedany przez władze miasta Bydgoszczy spółce „Shanghai Olym-Polska”, która zorganizowała w nim ośrodek hotelowo-gastronomiczny dla Chińczyków podróżujących po Europie i po Polsce.
Budynek 18 stycznia 1994 r. został wpisany do rejestru zabytków (nr rej.: A/395/1). Aktualnie w budynku znajduje się ośrodek hotelowo-gastronomiczny „Zatoka”.

### Przystanie nieistniejące
Z 11 przystani wioślarskich istniejących w 1938 r., do 2009 r. większość nie istnieje.
- Dawna przystań BTW. Drewniany budynek z dwuspadzistym dachem wraz z przystanią powstał na początku XX wieku. Należał do Wyższej Szkoły Realnej (Oberrealschule) z ul. Kopernika. Po 1920 r. obiekt przejęło Bydgoskie Towarzystwo Wioślarskie. Wówczas obiekt w ciągu 5 lat został poszerzony i rozbudowany. W 1938 r. powstał projekt nowej siedziby dla BTW, która miała mieć charakter reprezentacyjny (dwupiętrowa, z wieżą obserwacyjną, basenem treningowym, salą balową itd.) Do realizacji nie doszło z powodu wybuchu II wojny światowej. W czasie działań wojennych w styczniu 1945 r. obiekt został spalony i następnie rozebrany;
- Przystań Klubu wioślarskiego „Wisła”. Przystań została zbudowana w 1912 r. dla niemieckiego klubu wioślarskiego. We wrześniu 1920 r. obiekt (szałas i 3 łodzie klepkowe) został przejęty przez polskie władze i przekazany Gimnazjalnemu Towarzystwu Wioślarskiemu „Wisła”, założonemu w 1896 r. Była to placówka Państwowego Gimnazjum Klasycznego im. Józefa Piłsudskiego przy Pl. Wolności. Działalność klubu rozpoczęto z 30 wioślarzami w roku 1920. W 1925 roku klub liczył 52 członków. Wydatnej pomocy udzielała klubowi dyrekcja tartaków. Organizowano m.in. dalsze wycieczki łodziami do Fordonu, Ostromecka, Grudziądza, Torunia, Gdańska i Gdyni[4]. Obiekt był piętrowy, konstrukcji drewnianej. Nie dotrwał do czasów dzisiejszych;
- Przystań Klubu wioślarskiego „Brda” Przystań została zbudowana dla założonego w 1894 r. Gimnazjalnego Klubu Wioślarskiego „Brda”. W 1920 r. klub oraz obiekt wraz ze sprzętem zostały przejęty przez polskie władze. W okresie międzywojennym była to placówka Państwowego Gimnazjum Humanistycznego im. marsz. Edwarda Śmigłego-Rydza. przy ul. Grodzkiej. Klub posiadał w 1925 roku 60 wioślarzy. Do ich dyspozycji było 7 łodzi. Wioślarze – uczniowie Państwowego Gimnazjum Humanistycznego organizowali bliższe i dalsze wycieczki łodziami, w tym najśmielszą, która dotarła na Gdańska, Gdyni, Pucka i Helu. Przystań znajduje się blisko rzeki naprzeciw ul. Uroczej. Był to drewniany piętrowy szałas z nieco spadzistym dachem. Na parterze mieścił się hangar dla łodzi, na piętrze duża sala zebrań, a za budynkiem ogród, w którym wykonywano drobne naprawy sprzętu[4];
- Przystań KW „Gryf”. Przystań otwarto 5 maja 1929 roku przy ul. Karmelickiej. Nastąpiło to w ramach wspólnej uroczystości otwarcia sezonu bydgoskich wioślarzy zrzeszonych w Komitecie Towarzystw Wioślarskich. W 1938 r. zdecydowano o budowie nowej siedziby klubu. Dotychczasowa przystań miała ulec likwidacji w związku z przebudową ul. Marszalka Focha i Placu Teatralnego[4]. Obiekt nie dotrwał do czasów dzisiejszych;
- Przystań Kolejowego Klubu Wioślarskiego przy Kolejowym Przysposobieniu Wojskowym. Przystań powstała w czerwcu 1929 r. na Jachcicach przy kolejowej stacji wodnej i mostach kolejowych. Prace wykonali w czasie zaledwie kilku dni członkowie klubu z Działu Gospodarczego Warsztatów Głównych I klasy. Nieistniejący dziś obiekt mieścił ona składnicę łodzi, szatnię, łazienkę, natryski i pokój administracyjny[4];
- Przystań Policyjnego KW. Powstała w lecie 1933 r. na Wyspie Młyńskiej. Był to szałas z tarasem. Obok postawiono szatnię, urządzono trawniki, zadrzewiono teren[4].